# Röttenbach (Erlangen-Höchstadt)
Pour les articles homonymes, voir Röttenbach.
Röttenbach est une commune de Bavière (Allemagne), située dans l'arrondissement d'Erlangen-Höchstadt, dans le district de Moyenne-Franconie.